# Oeno
Oeno – bezludny atol na Oceanie Spokojnym, należący do brytyjskiej kolonii Pitcairn. Położony 143 km na północny zachód od wyspy Pitcairn. Średnica atolu to około 4 km. Całkowita powierzchnia to 12 km², z czego zdecydowaną większość zajmuje laguna. W obrębie atolu znajdują się dwie większe i trzy mniejsze wysepki. Ich całkowita powierzchnia lądowa to tylko 0,69 km² (69 ha). Maksymalna wysokość bezwzględna 5 m n.p.m. Atol służy mieszkańcom Pitcairn jako miejsce wypoczynku.
Główna wyspa (Oeno), o powierzchni ok. 0,5 km² jest porośnięta lasem. Znajduje się w południowo-zachodniej części atolu.
Sandy Island, druga większa wysepka, nie jest porośnięta przez roślinność, pokrywa ją wyłącznie piasek. Położona jest w północnej części atolu.

## Historia
- 26 stycznia 1824 – wyspa zostaje dostrzeżona przez kapitana George’a Wortha z pokładu statku wielorybniczego Oeno i zostaje jej nadana nazwa „Wyspa Oeno”;
- 10 lipca 1902 – aneksja wyspy przez Wielką Brytanię;
- 1938 – włączenie wyspy do kolonii Pitcairn.